# Teofora namn
Teofora namn (av grekiska theos, "gud", och pherō, "bära") är namn vars förled i sin tur utgör ett namn, beteckning eller syftning på en eller flera gudar. Såväl personnamn som ortnamn kan vara teofora, till exempel Torslunda och Gudrun.